# Joseph Zada
Joseph Zada (Sydney, 21 luglio 2005) è un attore australiano.
È apparso in serie televisive come Total Control (2024), nella serie australiana di Stan Invisible Boys (2025) e nella serie di Amazon Prime Video L'estate dei segreti perduti (2025), oltre che nei film australiani Bilched (2019) e The Speedway Murders (2023). È previsto il suo debutto nella serie di Netflix East of Eden, e sarà protagonista nel film L'alba sulla mietitura, un prequel della saga Hunger Games, nel ruolo di Haymitch Abernathy.

## Biografia
Zada è nato e cresciuto a Sydney, in Australia. Suo padre, Jeremy Cumpston, è regista, attore e medico. Sua madre è una produttrice cinematografica. Ha tre fratelli, tra cui l’attore Hal Cumpston. In precedenza, ha utilizzato il nome Joseph Cumpston nella sua carriera di attore. Ha origini afgano-aborigene tramite la bisnonna paterna.

### Carriera
Il suo primo ruolo significativo è stato quello di Toby nella commedia drammatica Bilched del 2019, diretta dal padre Jeremy e con protagonista anche il fratello Hal. Successivamente ha interpretato Daniel in alcuni episodi della serie politica australiana Total Control, all'inizio della terza stagione.
Nel 2025, Zada è protagonista della serie Invisible Boys, prodotta da Stan, nel ruolo di Charlie Roth. La serie racconta le difficoltà affrontate da adolescenti a Geraldton dopo il sondaggio postale sulla legalizzazione del matrimonio egualitario in Australia. The Guardian ha elogiato Zada e i suoi co-protagonisti per l’interpretazione “profonda e complessa”.
Nel maggio 2024 è stato annunciato che Zada avrebbe interpretato Johnny Sinclair, cugino della protagonista Cadence, nell’adattamento televisivo del romanzo young adult: L'estate dei segreti perduti di E. Lockhart, uscito su Amazon Prime Video il 18 giugno 2025.
Nell’ottobre 2024 è stato confermato il suo ruolo di Cal Trask nella serie Netflix East of Eden, adattamento del romanzo del 1952 di John Steinbeck, la cui uscita è prevista per il 2026.
Nell’aprile 2025, Zada è stato annunciato come interprete di Haymitch Abernathy nel film Hunger Games -  L'alba sulla mietitura, basato sull'omonimo romanzo prequel.

## Filmografia

### Cinema
- Bilched, regia di Jeremy Cumpston (2019)
- The Speedway Murders, regia di Adam Kamien (2023)
- Hunger Games - L'alba sulla mietitura, regia di Francis Lawrence (2026)

### Televisione
- Total Control - serie TV, (2024)
- Invisible Boys - serie TV, (2025)
- L'estate dei segreti perduti (We Were Liars) - serie TV, (2025)

## Doppiatori italiani
Nelle versioni in italiano delle opere in cui ha recitato, Joseph Zada è stato doppiato da:
- Andrea Di Maggio in L'estate dei segreti perduti